# David Pocock
David Willmer Pocock (født 23. april 1988) er en australsk tidligere professionel rugbyspiller og fra 2022 australsk senator. Han var viceanfører for Brumbies i Super Rugby.
Pocock er født i Sydafrika og opvokset i Gweru i Zimbabwe, men flyttede til Australien som teenager og spillede for Australiens rugbylandshold. Han har længe været fortaler for naturbeskyttelse og social retfærdighed og stillede op som uafhængig kandidat til en af de to senatspladser i Australian Capital Territory (ACT) ved det australske parlamentsvalg 2022. Ved valget vandt han over den siddende liberale senator Zed Seselja og blev den første senator i territoriet som ikke er medlem af Labor eller Liberal Party.